# Christian-Wagner-Preis
Der Christian-Wagner-Preis war ein Literaturpreis, der 1990 von der Christian-Wagner-Gesellschaft in Leonberg-Warmbronn gestiftet und bis einschließlich 2020 alle zwei Jahre vergeben wurde. Er wurde „in der Regel für ein lyrisches Werk verliehen, das dem Geist und Schaffen Christian Wagners entspricht …“. Die Auszeichnung war mit 10.000 Euro aus Mitteln der Wüstenrot Stiftung und der Stiftung Kunst, Kultur und Bildung der Kreissparkasse Böblingen dotiert. Seit 2022 wird der Preis nicht mehr vergeben.

## Preisträger
- 1992: Richard Leising
- 1994: Tuvia Rübner
- 1996: Johannes Kühn
- 1998: Karl Mickel
- 2000: Friederike Mayröcker
- 2002: Michael Donhauser
- 2004: Dorothea Grünzweig
- 2006: Oswald Egger
- 2008: Wulf Kirsten
- 2010: Helga M. Novak
- 2012: Lutz Seiler
- 2014: Nico Bleutge
- 2016: Kito Lorenc[2]
- 2018: Jürgen Nendza
- 2020: Esther Kinsky